# Arcaș

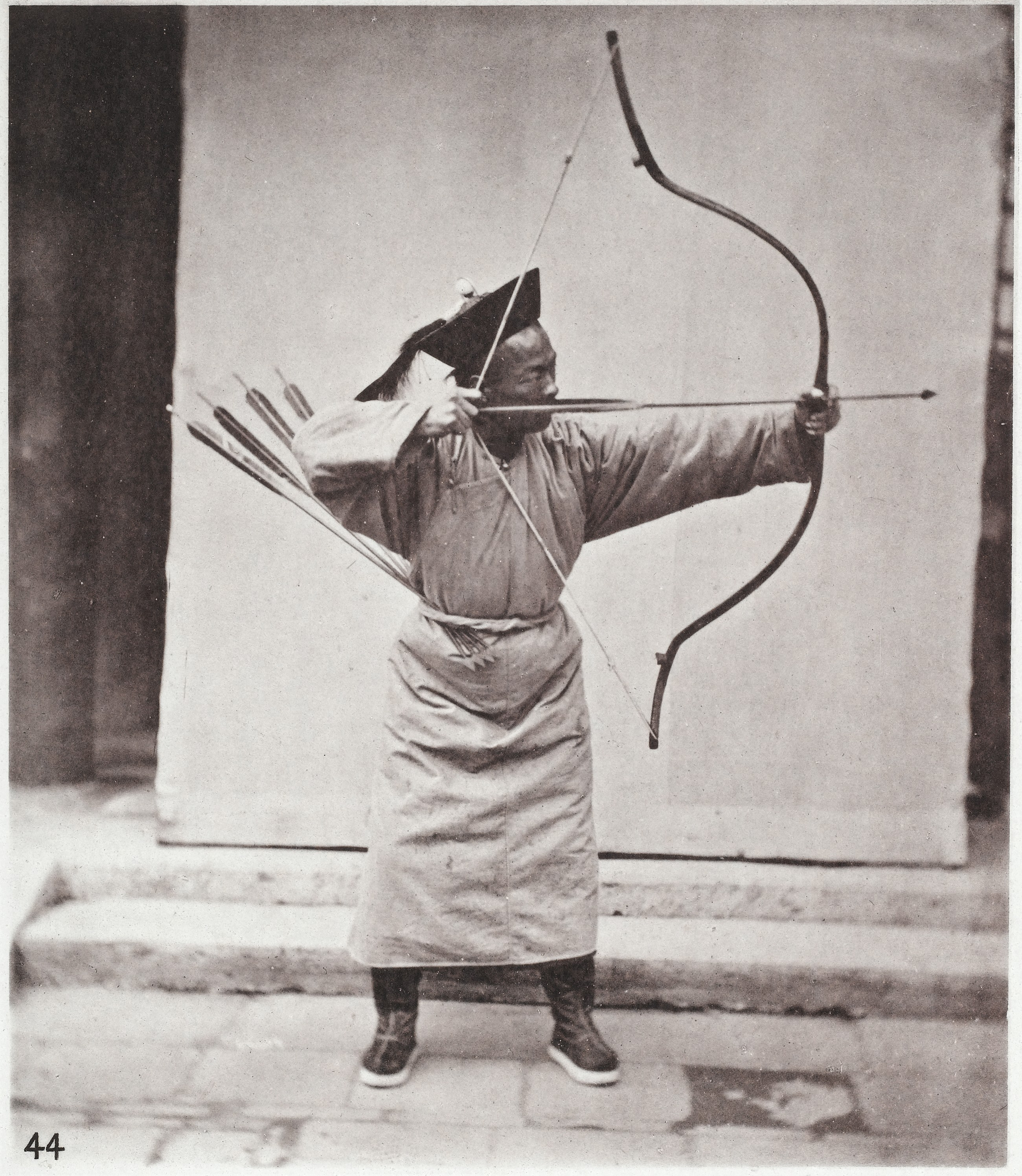
Arcaș manciurian

Arcașii erau soldații specializați în lupta cu arcul.